# Cadaver (banda)
Cadaver es una banda de death metal de Råde, Noruega. La banda tuvo un breve éxito en los tempranos 90's antes de su primera separación en 1993. La banda eventualmente re-emergió como Cadáver Inc. en 1999 y solo consistía de un miembro original, que era Anders Odden . Para el álbum antes de su segunda separación volvieron a utilizar el nombre original de Cadaver hasta el 2004. Después de más de 15 años de inactividad y separación, en 2020 sacan su álbum Edder & Bile, el primer álbum tras su regreso. Actualmente la banda la integran Anders en guitarra, bajo y la voz, y Dirk Verbeuren en batería.

## Biografía
Anders Odden y Ole Bjerkebakke fundaron Cadáver en 1988. Después se unen al bajista René Jansen y en 1989 el trío lanza el demo Abnormal Deformity. El demo atrajo la atención de los miembros de Carcass, Bill Steer y Jeff Walker, quienes firmaron a la banda en la marca Necrosis. El siguiente álbum, Hallucinating Anxiety, fue lanzado en 1990 como un split con el álbum Dark Recollections de la banda Carnage. Poco después del lanzamiento del álbum, René Jansen fue reemplazado por Eilert Solstad. En 1992 la banda lanza su segundo álbum titulado ...In Pains. Una disensión dentro de la banda haría que la banda se separara en 1993.
En 1999 la banda fue resucitada por Odden, quien regresó con el nombre de Neddo. El reclutó tres nuevos músicos, y empezó a usar el nombre de Cadáver Inc. El cuarteto, ahora incluyendo a Czral, Balvaz y Apollyon grabaron el álbum Discipline que fue lanzado en febrero de 2001. Un tour siguió en apoyo de Morbid Ángel y Extreme Noise Terror. El acompañamiento del álbum fue un sitio web que vendía coartadas para asesinatos. Este sitio web atrajo mucho la atención y por lo tanto el nombre original de la banda fue restaurado. Su álbum final fue lanzado en 2003 y fue titulado Necrosis. La banda decidió separarse en 2004. Después de recibir una invitación de Celtic Frost para unirse a su tour mundial en el 2006, Anders Odden deja su otra banda, Apoptygma Berzerk, y se convierte en el segundo guitarrista de Celtic Frost hasta su separación definitiva en 2008.
En 2019, Anders decide retomar el grupo y se encarga de la guitarra, bajo y la voz, y recluta al baterista Dirk Verbeuren para tiempo completo, en ese mismo año se le detectó cáncer de colon y se somete a quimioterapias para combatir su enfermedad . En 2020 logró superar su enfermedad y así pudo continuar con sus trabajos musicales. Después de más de 15 años de inactividad, la banda lanza su cuarto álbum de estudio, y el primero tras su regreso, de nombre Edder & Bile lanzado por Nuclear Blast, este álbum fue bien recibido por la crítica en general.

## Miembros

### Formación actual
- Neddo (Anders Odden) - Guitarra, Bajo, Voz
- Dirk Verbeuren - Batería

### Miembros anteriores
- Ole Bjerkebakke - Batería, voz
- Decay Lust (René Jansen) - Bajo
- Eilert Solstad - Bajo
- Espen Solum - Guitarra
- Apollyon (Ole Jørgen Moe) - Voz, bajo
- L.J. Balvaz - Guitarra, bajo
- Czral (Carl-Michael Eide) - Batería

## Discografía
- Abnormal Deformity (Demo, 1989)
- Hallucinating Anxiety (Necrosis, 1990)
- ...In Pains (Earache, 1992)
- Primal 1999 (Demo/EP, 1999)
- Discipline (Earache, 2001)
- Live Inferno (2002)
- Necrosis (Candlelight, 2004)
- Edder & Bile (Nuclear Blast, 2020)
- The Age of the Ofended (Nuclear Blast, 2023)